# Damion James
Damion Marquez Williams James (Hobbs, 7 ottobre 1987) è un ex cestista statunitense.

## Carriera
È stato selezionato dagli Atlanta Hawks al primo giro del Draft NBA 2010 (24ª scelta assoluta).

## Statistiche

### College
| Anno      | Squadra         | PG  | PT  | MP   | TC%  | 3P%  | TL%  | RP   | AP  | PRP | SP  | PP   |
| --------- | --------------- | --- | --- | ---- | ---- | ---- | ---- | ---- | --- | --- | --- | ---- |
| 2006-2007 | Texas Longhorns | 35  | 35  | 25,9 | 49,3 | 9,1  | 59,5 | 7,2  | 0,9 | 0,6 | 1,2 | 7,6  |
| 2007-2008 | Texas Longhorns | 38  | 36  | 31,2 | 46,1 | 41,3 | 57,0 | 10,3 | 1,3 | 0,7 | 1,3 | 13,2 |
| 2008-2009 | Texas Longhorns | 35  | 35  | 29,5 | 46,8 | 32,6 | 68,4 | 9,2  | 1,3 | 1,0 | 0,9 | 15,4 |
| 2009-2010 | Texas Longhorns | 34  | 34  | 30,3 | 50,1 | 38,3 | 67,4 | 10,3 | 1,0 | 1,7 | 1,2 | 18,0 |
| Carriera  | Carriera        | 142 | 140 | 29,3 | 47,9 | 36,4 | 64,0 | 9,3  | 1,1 | 1,0 | 1,1 | 13,5 |

### NBA

#### Regular Season
| Anno       | Squadra           | PG | PT | MP   | TC%  | 3P% | TL%  | RP  | AP  | PRP | SP  | PP  |
| ---------- | ----------------- | -- | -- | ---- | ---- | --- | ---- | --- | --- | --- | --- | --- |
| 2010-2011  | N.J. Nets         | 25 | 9  | 16,1 | 44,7 | 0,0 | 64,3 | 3,4 | 0,8 | 0,6 | 0,5 | 4,4 |
| 2011-2012  | N.J. Nets         | 7  | 7  | 24,3 | 37,1 | 0,0 | 66,7 | 4,7 | 0,4 | 1,0 | 1,0 | 4,9 |
| 2012-2013  | Brooklyn Nets     | 2  | 0  | 0,0  | -    | -   | -    | 0,5 | 0,0 | 0,0 | 0,0 | 0,0 |
| 2013-2014† | San Antonio Spurs | 5  | 1  | 10,0 | 22,2 | 0,0 | 100  | 2,4 | 0,6 | 0,0 | 0,2 | 1,2 |
| Carriera   | Carriera          | 39 | 17 | 16,0 | 41,5 | 0,0 | 66,7 | 3,4 | 0,7 | 0,6 | 0,5 | 3,8 |

## Palmarès

### Squadra
- Campionato NBA: 1

San Antonio Spurs: 2014
- Coppa Intercontinentale: 1

Guaros de Lara: 2016

### Individuali
- NCAA AP All-America Third Team (2010)
- All-NBDL Second Team (2013)
- All-NBDL All-Defensive First Team (2013)